# Magnókazetta

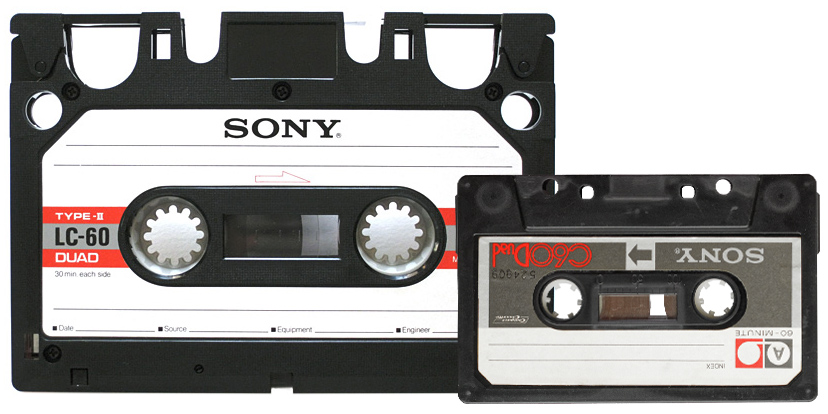
Elcaset és Compact Cassette

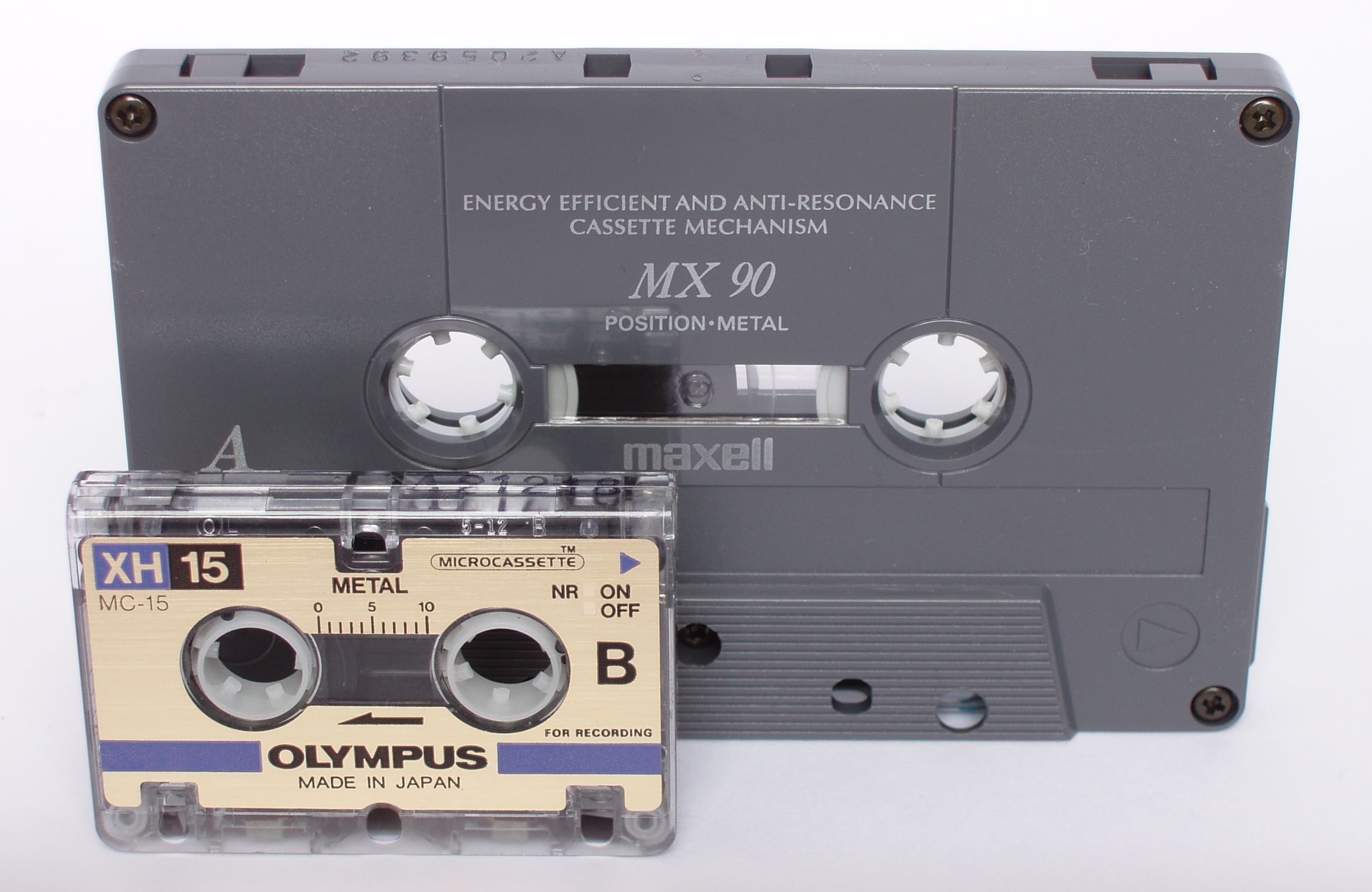
Mikrokazetta (balra) és Compact Cassette

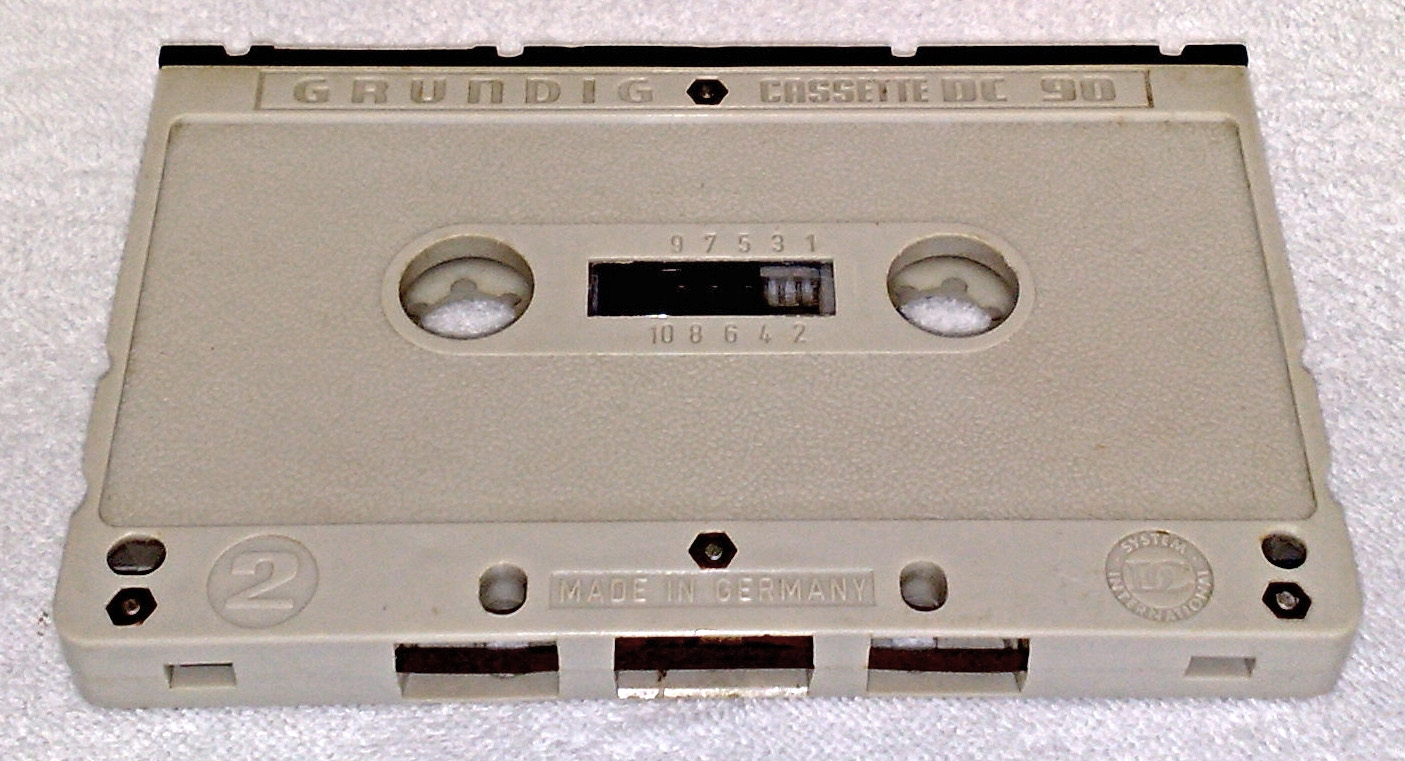
DC-International kazetta

A magnókazetta egy mágnesszalag alapú adathordozó, mely a hagyományos orsós magnetofonszalaggal szemben speciálisan kialakított zárt házban fut. Különféle változatait hang-, kép- és adatrögzítésre használják, analóg vagy digitális módon.

## Története

### Hangrögzítés
Hangrögzítés céljára az 1960-as évek elejétől kezdődően többféle rendszert bevezettek, ilyen volt a Grundig-féle DC International vagy az Amerikában igen népszerű Stereo 8. Végül univerzális hangtechnikai célokra a Philips által kifejlesztett Compact Cassette rendszer terjedt el világszerte, melyet a holland Lou Ottens talált fel 1963-ban.
A kazettás magnetofonok az orsós magnókkal szemben nagyfokú mobilitást és kényelmes kezelhetőséget biztosítottak. Egyszerű módot kínált saját hangtár létrehozására rádióból vagy hanglemezről felvett műsoranyagok révén, emellett nagy tömegben jelentek meg kazettán kiadott zenei albumok. A kazetta ennek köszönhetően a digitális hangrögzítés megjelenése előtt uralkodó szerepet töltött be mint hanghordozó médium.
Fénykora az 1970-es, 1980-as évekre tehető, ekkor a mikrobarázdás hanglemez mellett ez volt a legelterjedtebb hanghordozó. Különös népszerűségnek örvendett a zeneélvező ifjúság körében, de az élet valamennyi területén használták a hangtechnikában (pl. nyelvoktatás, riportkészítés stb.) Bár kommersz célokra alkalmazták leginkább, az 1980-as évekre több cég is kifejlesztett professzionális, stúdiócélú kazettás magnetofont is, ilyen volt a legendás svájci Revox cég B 710 típusú készüléke. A magnókazettával megvalósítható hanghűség tehát alapvetően két tényező függvénye: a jelhordozó anyag és a rögzítésnél alkalmazott készülék minősége.
Noha megpróbálkoztak a minőség javításával (pl. Elcaset), a magnókazetta karrierének végét a CD megjelenése okozta. Bár igen szűk kínálatban, de napjainkban is forgalmazzák, tekintettel a még jelentős számú hozzá való üzemképes eszközre. Digitális rögzítési módot használó kazettákkal is próbálkoztak, ilyen a DAT és DCC, de a lemezalapú írható formátumok (pl. MiniDisc) kényelmével, majd a CD-R lemezek alacsony árával nem versenyezhettek.
Speciális célokra is használták, például a diktafonokban alkalmazott mikrokazetta.
A legismertebb márkák a teljesség igénye nélkül: Agfa, BASF, Fuji, Maxell, Memorex, Philips, Scotch, Sony, TDK. Megemlítendő a volt szocialista tábor keletnémet terméke, az ORWO, valamint hazánkban huzamos ideig gyártott Polimer márka, amely valójában Magna, illetve BASF-szalagokat használt.
- Compact Cassette, a legelterjedtebb hangkazetta-szabvány, amelyet a Philips dolgozott ki 1963-ban, később adattárolásra is használták
- Stereo 8, 1964-ben megjelent formátum
- DC-International, a Grundig cég által 1965 és 1967 között forgalmazott szabvány
- Minikazetta, a Philips által 1967-ben kidolgozott szabvány
- Mikrokazetta, az Olympus cég szabadalma, 1969-ből
- Elcaset, a Sony által 1976-ban bemutatott szabvány
- DAT (Digital Audio Tape), a Sony digitális kazettája
- DCC (Digital Compact Cassette), a Philips digitális kazettája

A kazetta, ahogy a hanglemez is, a kilencvenes években átadták a helyüket a CD-knek mint elsődleges hanghordozóknak, majd az ezredforduló után az internet és az ott megjelenő online formátumok elterjedésével ezen adathordozók is elvesztették elsőbbségüket, azonban a kétezer-tízes évek végére a hanglemez mellett a magnókazetta is egyfajta „reneszánsz”-korszakba lépett, és ismét népszerű termékké vált, még olyan Z-generációs fiatalok körében is, akik már a kazetták utáni világba születtek. Ennek okát szociokulturális és érzelmi okokban látják.

### Képrögzítés
Az első mágnesszalagos képrögzítő rendszerek orsós szalaggal dolgoztak. A kényelmesebb kezelés okán fejlesztették ki professzionális célra az U-matic rendszert. Az 1970-es évek végén a JVC fejlesztette ki a VHS videórendszert, mely a nyolcvanas évek során népszerűvé válva lehetővé tette az otthoni filmgyűjtemények létrehozását, tévéműsorok felvételét, majd a házi kamerák elterjedésével először vált lehetővé az egyszerű és gyors házi videókészítés. A Sony által kifejlesztett Betamax rendszer műszaki adatait tekintve ugyanolyan jó volt, mint a VHS, ennek ellenére széles körben nem tudott elterjedni, akárcsak a Video 2000 rendszer. Az analóg képrögzítés minőségének feljavítására több kísérlet is született, pl. S-VHS és SuperBeta rendszer, majd házi kamerák számára a DV (Digital Video) rendszer.
- Betamax/Betacord
- SuperBetamax
- U-matic
- Video 2000
- VCR
- VHS, S-VHS, VHS-C
- Digital Video, DV

### Adatrögzítés

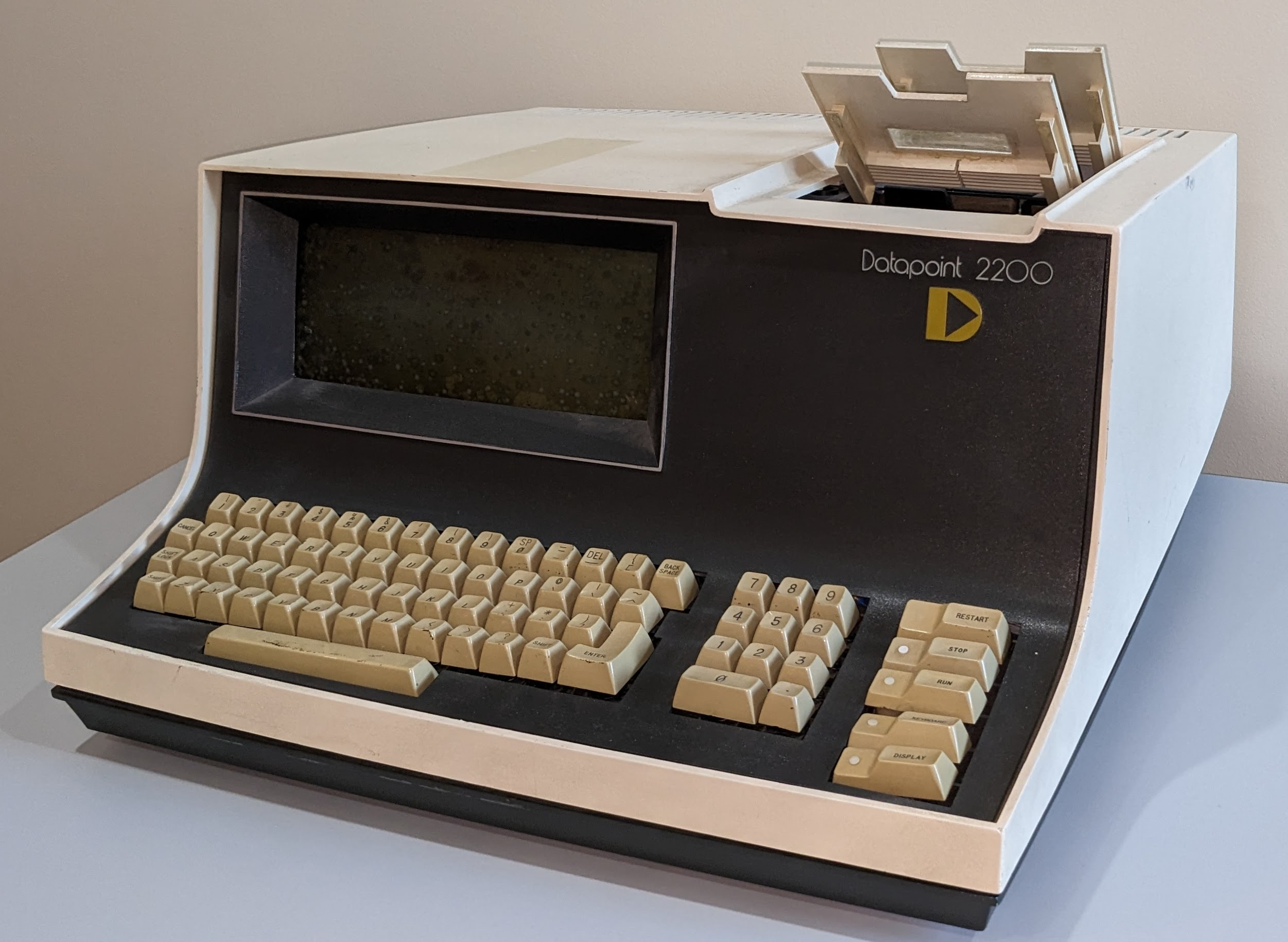
Datapoint 2200, intelligens terminálként forgalmazott asztali számítógép kétkazettás szalagos meghajtóval az 1970-es évekből

A korai otthoni számítógépek egy része a számítógéphez analóg kábellel kapcsolt kazettás magnóról töltötte be a programokat, valamint arra rögzítette az adatokat; ez volt a szalagos meghajtó vagy angolul streamer. Az üzleti gépekben is előfordult beépített szalagos meghajtó, gyakran több is, mint pl. a Datapoint 2200 intelligens terminálban, ami gyakorlatilag egy teljes értékű asztali számítógép volt, két beépített kazettás egységgel, program- és adattárolás céljaira. A szovjet számítástechnikában az 1980-as évek közepéig is használatban voltak hasonló gépek, pl. az Iszkra sorozat „Искра-1256” jelű modellje. A kazettás tárolókat a gyorsabb és kényelmesebb floppylemez szorította ki a használatból.

### Egyéb felhasználás
A normál, ill. mikrokazettával működő diktafonok megkönnyítették a hangjegyzetek készítését. Az otthoni telefonra kapcsolt üzenetrögzítő rendszerek szintén kazettával működtek. A szívműködés és a vérnyomás ellenőrzésére szolgáló, 24 órán keresztül hordott orvosi eszközök a digitális korszak előtt szintén kazettára rögzítették a mérési adatokat.

## Külső megjelenése

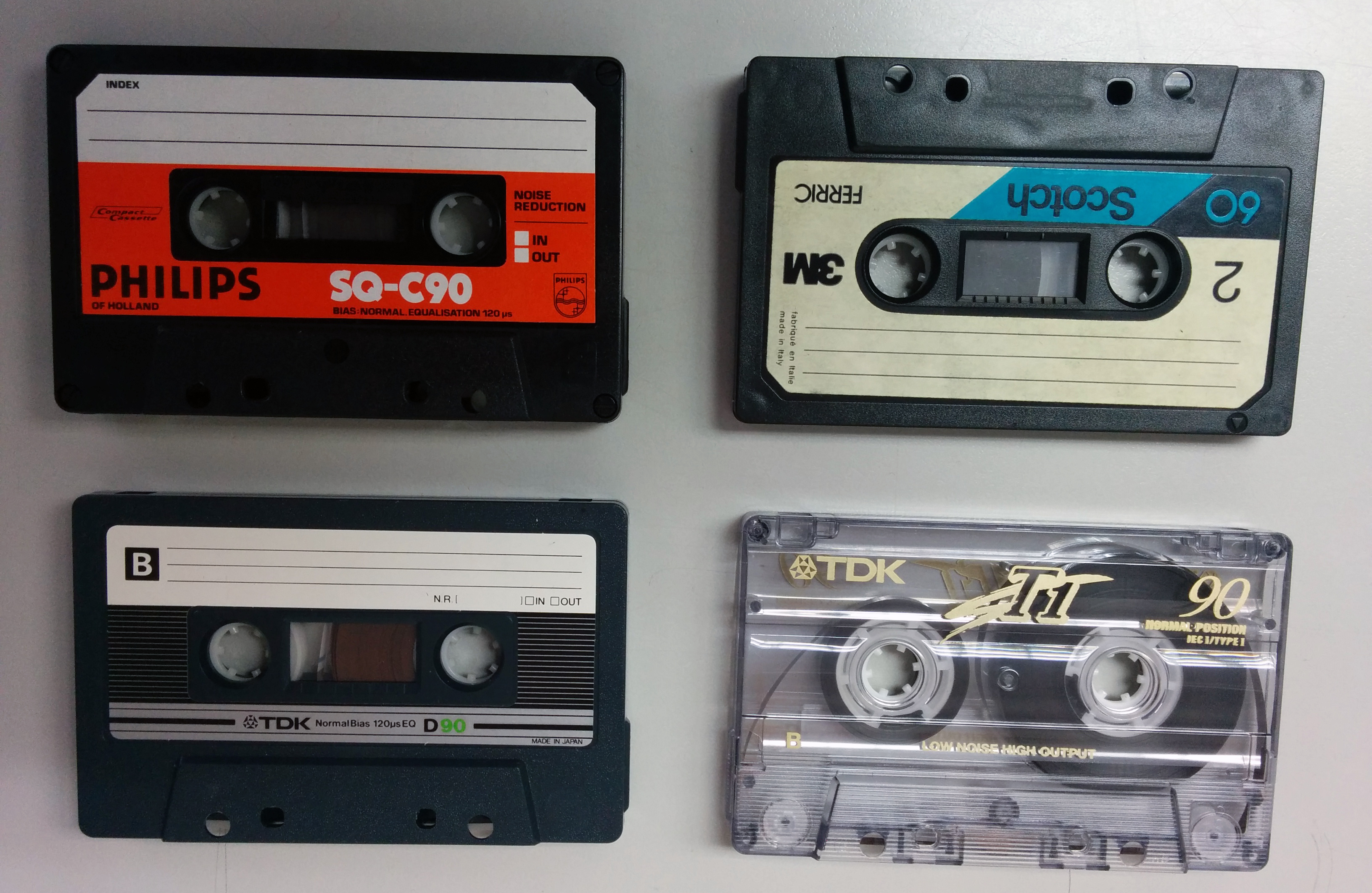
Különböző stílusú magnókazetták

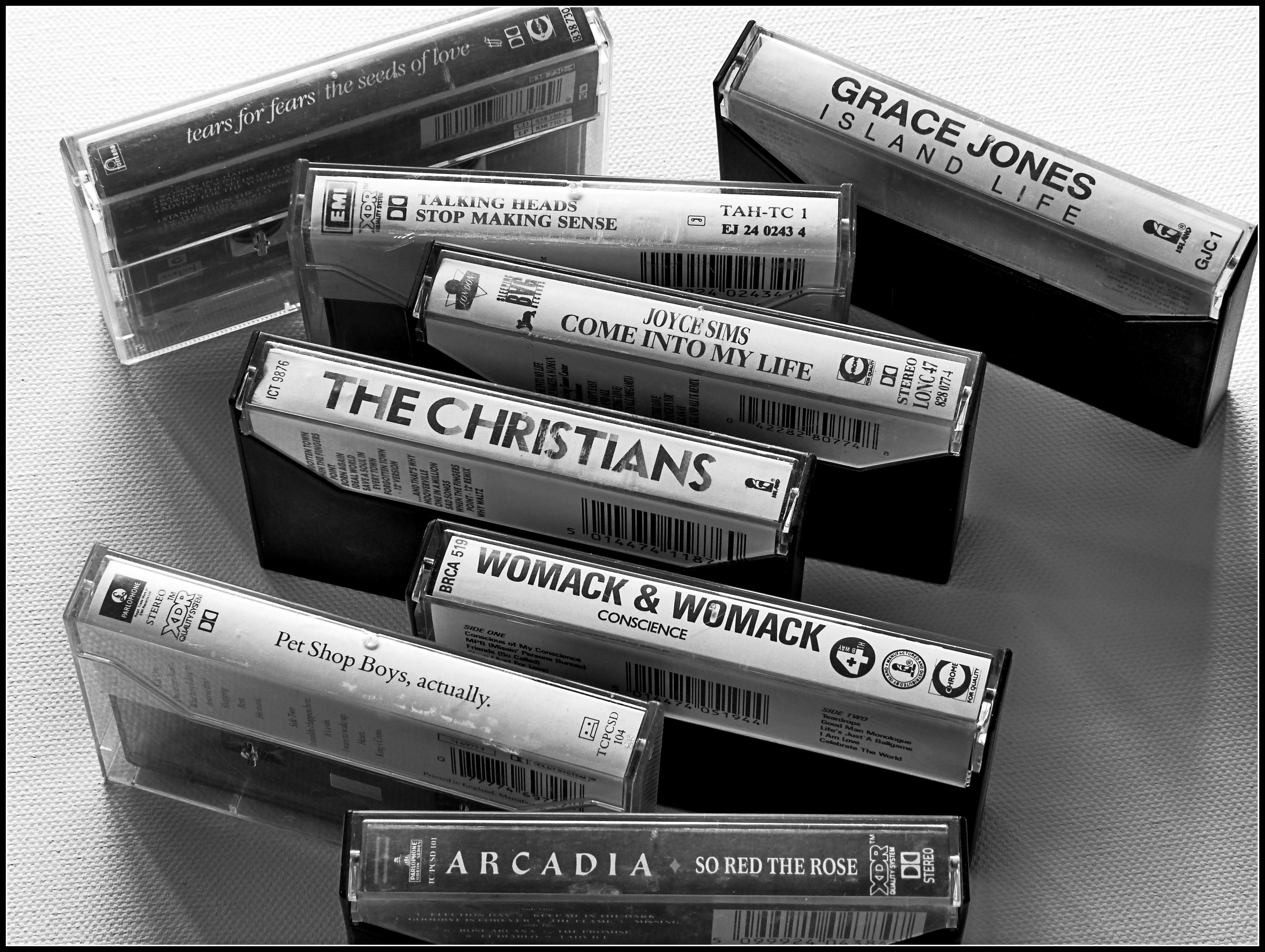
Műsoros magnókazetták és tokjaik

A magnókazetták kezdetben fekete, illetve fehér vagy világosszürke műanyagházzal készültek leginkább, ezeken kerültek kétoldalt elhelyezésre a címkék, melyek műsoros kazetta esetén a szalagon lévő A és B oldali programot sorolták fel, üres kazettánál a gyártó logója kapott rajta helyet, és az az üres felület, ahova a később felvett anyag címét lehetett utólag kézzel felírni. A két orsó közti kis ablakon a szalag áttekert állapotát lehetett látni, hogy mennyi ment át egyik orsóról a másikra. A kazettákhoz mindig járt egy szétnyitható műanyag tok is, mely egy átlátszó elülső és egy matt fekete hátsó részből állt. Az elülső rész „hátrakunkorodva” a tok hátuljának egy részét is képezte, e mögé került a papír címlap, aminek a hátranyúló részén lehetett a kazetta programját a tokon elolvasni, míg a gerincén az előadó neve és a kiadvány címe kapott helyet, akárcsak a címoldalon, és ebbe a tokrészbe került maga a kazetta is. Üres kazettánál ez a papír is gyártólogókkal rendelkezett. A hátsó fekete tokrész belsején két rögzítőtüske kapott helyet, melyek összecsukva a kazetta orsóiba csúszva rögzítették a tokot és a kazettát. Ez a rész időnként szintén kaphatott más színt, jellemzően egy-egy előadó kazettáinak tokjaként. Az 1970-es évek végén kezdtek megjelenni a teljesen átlátszó kazetták és tokok, melyek főleg az 1980-as évekre váltak divattá, de más dizájnelemekkel is próbálták egyes gyártók egyedibbé tenni a kazettáikat. Időközben próbálkoztak más tárolómegoldásokkal is, de a hagyományos szerkezetű praktikus kazettatokokat semmivel nem tudták kiváltani.